# Крепость (район Даугавпилса)
Кре́пость (латыш. Cietoksnis) — район города Даугавпилс (Латвия), в состав которого входит Даугавпилсская крепость и территория вокруг неё в границах реки Даугава и улиц Вальню, Мотору, Цериню и Силу.

## История
Начало с момента закладки Динабургской крепости велением Государя Императора Александра I в марте 1810 года. После Второй мировой войны для размещения семей преподавателей Даугавпилсского высшего военного авиационного инженерного училища севернее крепости был выстроен т. н. Северный городок.

## Современность
Жилая зона Крепости и Северного городка сохранена, на Вальню два общежития Даугавпилсского университета, Дорожная полиция. Через район курсируют городские автобусные маршруты  № 4, 5, 13, маршрутка 13а.